# Dharmapuri
Dharmapuri è una suddivisione dell'India, classificata come municipality, di 64.444 abitanti, capoluogo del distretto di Dharmapuri, nello stato federato del Tamil Nadu. In base al numero di abitanti la città rientra nella classe II (da 50.000 a 99.999 persone).

## Geografia fisica
La città è situata a 12° 7' 60 N e 78° 10' 0 E e ha un'altitudine di 467 m s.l.m..

## Società

### Evoluzione demografica
Al censimento del 2001 la popolazione di Dharmapuri assommava a 64.444 persone, delle quali 32.649 maschi e 31.795 femmine. I bambini di età inferiore o uguale ai sei anni assommavano a 6.983, dei quali 3.649 maschi e 3.334 femmine. Infine, coloro che erano in grado di saper almeno leggere e scrivere erano 47.458, dei quali 25.915 maschi e 21.543 femmine.